# Delahaye Type 55
Der Delahaye Type 55 ist ein frühes Fahrzeugmodell. Hersteller war Automobiles Delahaye in Frankreich.

## Beschreibung
Dieses Nutzfahrzeug stand von 1911 bis 1913 im Sortiment. Es war vom Delahaye Type 42 abgeleitet. Mit 900 kg Nutzlast und 16 PS Motorleistung ist das Modell etwas stärker. Zur Wahl standen Type 55 C als Lastkraftwagen und Type 55 OM als Omnibus.
Der Omnibus hat sechs bis acht Sitzplätze.